# Adam de la Halle

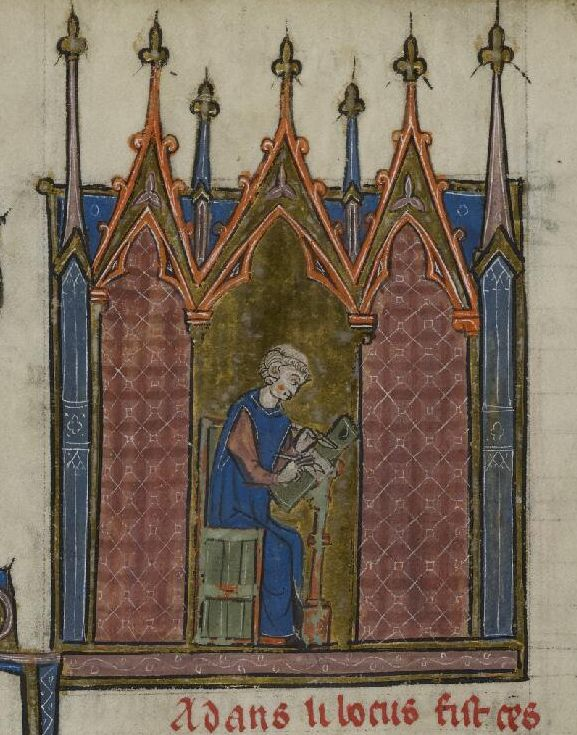
Adam de la Halle

Adam de la Halle (Arras, circa 1237 — Napels, circa 1288), ook Adam le Bossu genoemd, was een Franse trouvère en middeleeuws componist van het Jeu de Robin et Marion.
Wat bekend is over de la Halles persoonlijke leven, is dat hij de zoon was van een burger van Arras, Henri, en dat hij aanvankelijk priester zou worden. Hij is in plaats daarvan echter getrouwd en studeerde voor maître es arts, de artes liberales of kunstwetenschappen, in Parijs. Zijn beschermheer was graaf Robert II van Artesië.
Het zangspel Le Jeu de Robin et Marion, zijn beroemdste werk, componeerde hij in opdracht van zijn beschermheer; het wordt wel de allereerste voorloper van de opera genoemd. In 1282 vertrok hij naar Napels om Karel van Anjou te dienen, een bondgenoot van Artois, die koning van Sicilië was. Vermoedelijk was het Jeu een amusementsopdracht voor het Siciliaanse hof, geschreven rond 1285.
De la Halle was de eerste die poëzie en lyriek met polyfonie bewerkte. Naast toneelstukken en motetten schreef hij rondzangen. Het is opmerkelijk hoeveel werk ondubbelzinnig aan hem kan worden toegeschreven: normaliter zijn componisten uit die periode voor de overgrote meerderheid anoniem. Er zijn echter tientallen werken van hem bewaard, waaronder 36 chansons, 11 motetten en een onvoltooid episch gedicht.
Adam de la Halle stond op de overgang naar de Ars Nova; hij wordt vaak de laatste trouvère genoemd. Zijn veelzijdigheid en persoonlijk experiment schonken hem een grote roem; getuige hiervan de vele manuscripten met zijn werken die verspreid over Europa bewaard zijn gebleven. Zonder enige twijfel was hij het geliefdst ter wille van zijn toneelstukken, Le Jeu de la feuillée en het eerder genoemde Jeu de Robin et Marion, dat definitief brak met de hoofse poëzie en de deur openzette naar een incorporatie van volksmuziek, humor en ironie, de weg effenend voor de theatrale komedie. De werken zijn geschreven in een Picardisch dialect, hetgeen ze heden ten dage vrij ontoegankelijk maakt — desondanks heeft Robin et Marion sedert de 19de eeuw opnieuw aan belangstelling gewonnen. Zijn motetten worden zeer verfijnd en van hoge kwaliteit geacht.
- Bibsys: 3005759
- Biblioteca Nacional de España: XX1149937
- Bibliothèque nationale de France: cb11950889p (data)
- Catàleg d'autoritats de noms i títols de Catalunya: 981058519691106706
- CiNii: DA01849395
- Gemeinsame Normdatei: 118500511
- International Standard Name Identifier: 0000 0004 5875 4315
- Library of Congress Control Number: n50081971
- Nationale Bibliotheek van Letland: 000055286
- MusicBrainz: 43a73eb8-0028-4aa8-a035-89cf466ccc16
- Nationale Bibliotheek van Tsjechië: jn19981000013
- Nationale bibliotheek van Australië: 35000945
- Nationale Bibliotheek van Israël: 987007312261405171
- Nationale Bibliotheek van Polen: a0000002182447
- Nationale en Universitaire bibliotheek Zagreb: 000326058
- Nederlandse Thesaurus van Auteursnamen: 069442762
- Réseau des bibliothèques de Suisse occidentale: 02-A022669097
- Istituto Centrale per il Catalogo Unico: CFIV034765
- LIBRIS: 211755
- Système universitaire de documentation: 027477096
- Trove: 784725
- Virtual International Authority File: 86885965
- WorldCat: E39PCjxdfjmk3GxGBTXgXTJdQq